# Kamikaze (album Twisty)
Kamikaze – czwarty studyjny album amerykańskiego rapera Twisty. Został wydany 27 stycznia, 2004 roku. Uplasował się na 1. miejscu notowania Billboard 200, dzięki singlowi "Slow Jamz". Jest to pierwszy album Twisty, który uzyskał status platynowej płyty.

## Lista utworów
| Nr | Tytuł                  | Producent                    | Goście                               | Czas |
| -- | ---------------------- | ---------------------------- | ------------------------------------ | ---- |
| 1  | "Get Me"               | Toxic                        | -                                    | 3:58 |
| 2  | "Kill Us All"          | Toxic                        | -                                    | 3:10 |
| 3  | "Pimp On"              | Toxic                        | 8Ball & Too Short                    | 4:02 |
| 4  | "Slow Jamz"            | Kanye West                   | Kanye West & Jamie Foxx              | 3:32 |
| 5  | "Overnight Celebrity"  | Kanye West                   | Kanye West                           | 3:53 |
| 6  | "Still Feels So Good"  | Toxic                        | Jazze Pha                            | 4:09 |
| 7  | "Drinks"               | Toxic                        | -                                    | 4:14 |
| 8  | "Badunkadunk"          | Jazze Pha                    | Jazze Pha                            | 4:13 |
| 9  | "One Last Time"        | Kanye West                   | -                                    | 4:56 |
| 10 | "So Sexy"              | R. Kelly                     | R. Kelly                             | 3:51 |
| 11 | "Higher"               | Wildstyle z Crucial Conflict | Ludacris                             | 3:31 |
| 12 | "Snoopin' "            | Toxic                        | Danny Boy                            | 5:21 |
| 13 | "Like a 24"            | The Legendary Traxster       | T.I. & Liffy Stokes                  | 4:27 |
| 14 | "Hope"                 | Toxic                        | Faith Evans                          | 4:32 |
| 15 | "Sunshine"             | Red Spyda                    | Anthony Hamilton                     | 3:44 |
| 16 | "Art & Life (Chi-Roc)" | D-Roy & Mr.B & Mike Caren    | Memphis Bleek, Young Chris & Freeway | 4:07 |

## Notowania
| Rok  | Notowanie     | Pozycja |
| ---- | ------------- | ------- |
| 2004 | Billboard 200 | 1       |